# Финска на Европском првенству у атлетици на отвореном 2018.
Финска је учествовала на 24. Европском првенству у атлетици на отвореном 2018. одржаном у Берлину, (Немачка), од 6. до 12. августа. Ово је било двадесет четврти европско првенство на отвореном на којем је Финска учествовала, односно учествовала је на свим првенствима одржаним до данас. Репрезентацију Финске представљало је 41 спортиста (21 мушкарац и 20 жена) који су се такмичили у 27 дисциплина (12 мушких и 15 женских).
На овом првенству представници Финске нису освојили ниједну медаљу. У табели успешности (према броју и пласману такмичара који су учествовали у финалним такмичењима (првих 8 такмичара)) Финска је са 3 учесника у финалу заузела 30. место са 7 бодова.
| Пл. | Земља  | 1. место | 2. место | 3. место | 4. место | 5. место | 6. место | 7. место | 8. место | Бр. фин. | Бодови |
| --- | ------ | -------- | -------- | -------- | -------- | -------- | -------- | -------- | -------- | -------- | ------ |
| 30. | Финска | -        | -        | -        | -        | -        | 2-6      | -        | 1-1      | 3        | 7      |

## Учесници
| Мушкарци: - Оскари Лехтонен — 200 м, 4 х 100 м - Арту Ватулаинен — 10.000 м - Елмо Лака — 110 м препоне - Топи Рајтанен — 3.000 м препреке - Ету Рантала — 4 х 100 м - Ото Ахлфорс — 4 х 100 м - Самуел Пурола — 4 х 100 м - Јарко Кинунен — 50 км ходање - Вели-Мати Партанен — 50 км ходање - Алекси Ојала — 50 км ходање - Томи Холтинен — Скок мотком - Урхо Кујанпе — Скок мотком - Томас Векстен — Скок мотком - Кристијан Пули — Скок удаљ - Кристијан Бек — Скок удаљ - Симо Липсанен — Троскок - Арту Кангас — Бацање кугле - Хенри Липола — Бацање кладива - Давид Содерберг — Бацање кладива - Анти Русканен — Бацање копља - Оливер Хеландер — Бацање копља | Жене: - Сара Куивисто — 800 м, 1.500 м - Норалота Незири — 100 м препоне - Рета Хурске — 100 м препоне - Анимари Корте — 100 м препоне - Виви Лехикоинен — 400 м препоне - Јаника Раума — 3.000 м препреке - Елиса Неувонен — 20 км ходање - Тиа Куика — 50 км ходање - Ела Јунила — Скок увис - Мина Никанен — Скок мотком - Вилма Мурто — Скок мотком - Кристина Макела — Троскок - Сења Макиторма — Бацање кугле - Сана Камараинен — Бацање диска - Сала Сипонен — Бацање диска - Хелена Левелахти — Бацање диска - Инга Лина — Бацање кладива - Криста Терво — Бацање кладива - Џени Кангас — Бацање копља - Марија Хантингтон — Седмобој |  |

## Резултати

### Мушкарци
| Атлетичар                                              | Дисциплина       | Лични рекорд | Квалификације | Квалификације | Полуфинале            | Полуфинале           | Финале                | Финале       | Детаљи |
| Атлетичар                                              | Дисциплина       | Лични рекорд | Резултат      | Место         | Резултат              | Место                | Резултат              | Место        | Детаљи |
| ------------------------------------------------------ | ---------------- | ------------ | ------------- | ------------- | --------------------- | -------------------- | --------------------- | ------------ | ------ |
| Оскари Лехтонен                                        | 200 м            | 20,88        | 21,06         | 5. у гр. 3    | Није се квалификовао  | Није се квалификовао | Није се квалификовао  | 29 / 39      |        |
| Арту Ватулаинен                                        | 10.000 м         | 28:48,43     |               |               |                       |                      | 29:12,02              | 18 / 27 (31) |        |
| Елмо Лака                                              | 110 м препоне    | 13,67        | 13,75 кв      | 6. у гр. 2    | 13,60 ЛР              | 5. у гр. 2           | Није се квалификовао  | 17 / 28      |        |
| Топи Рајтанен                                          | 3.000 м препреке | 8:37,42      | 8:28,48КВ, ЛР | 1. у гр. 1    |                       |                      | 8:40,11               | 8 / 38 (39)  |        |
| Ету Рантала Ото Ахлфорс Оскари Лехтонен² Самуел Пурола | 4 х 100 м        | 39,25 НР     | 39,11 КВ, НР  | 3. у гр. 2    |                       |                      | 38,92 НР              | 6 / 12 (16)  |        |
| Рафал Аугустин                                         | 50 км ходање     | 3:43:22      |               |               |                       |                      | 3:51:37               | 6 / 26 (36)  |        |
| Рафал Сикора                                           | 50 км ходање     | 3:46:16      | 3:52:56       | 7 / 26 (36)   |                       |                      |                       |              |        |
| Адриан Блоцки                                          | 50 км ходање     | 3:47:16      | 3:57:11       | 12 / 26 (36)  |                       |                      |                       |              |        |
| Томи Холтинен                                          | Скок мотком      | 5,51         | 5,51 ЛР       | 7. у гр. А    |                       |                      | Нису се квалификовали | 13 / 31 (36) |        |
| Урхо Кујанпе                                           | Скок мотком      | 5,55         | 5,36          | 10. у гр. А   | 17 / 31 (36)          |                      | Нису се квалификовали |              |        |
| Томас Векстен                                          | Скок мотком      | 5,55         | 5,36          | 8. у гр. Б    | 17 / 31 (36)          |                      | Нису се квалификовали |              |        |
| Кристијан Бек                                          | Скок удаљ        | 7,95         | 7,61          | 10. у гр. А   | 20 / 29 (30)          |                      | Нису се квалификовали |              |        |
| Кристијан Пули                                         | Скок удаљ        | 8,07         | 7,68          | 8. у гр. Б    | 16 / 29 (30)          |                      | Нису се квалификовали |              |        |
| Симо Липсанен                                          | Троскок          | 17,14        | 16,51 кв      | 5. у гр. А    | 16,46                 | 9 / 21 (24)          |                       |              |        |
| Арту Кангас                                            | Бацање кугле     | 20,30        | 18,17         | 14. у гр. Б   | Нису се квалификовали | 28 / 29 (30)         |                       |              |        |
| Хенри Липола                                           | Бацање кладива   | 75,47        | 71,34         | 12. у гр. А   | Нису се квалификовали | 20 / 30              |                       |              |        |
| Давид Содерберг                                        | Бацање кладива   | 78,83        | 69,18         | 13. у гр. Б   | Нису се квалификовали | 28 / 30              |                       |              |        |
| Анти Русканен                                          | Бацање копља     | 88,98        | 79,93 кв      | 5. у гр. А    | 81,70                 | 6 / 28               |                       |              |        |
| Оливер Хеландер                                        | Бацање копља     | 88,02        | 76,64         | 8. у гр. Б    | Није се квалификовао  | 16 / 28              |                       |              |        |

- Такмичари штафете означени бројем су учествовали у још неким дисциплинама.

### Жене
| Атлетичарка      | Дисциплина       | Лични рекорд | Квалификације         | Квалификације         | Полуфинале            | Полуфинале            | Финале                | Финале       | Детаљи |
| Атлетичарка      | Дисциплина       | Лични рекорд | Резултат              | Место                 | Резултат              | Место                 | Резултат              | Место        | Детаљи |
| ---------------- | ---------------- | ------------ | --------------------- | --------------------- | --------------------- | --------------------- | --------------------- | ------------ | ------ |
| Сара Куивисто    | 800 м            | 2:02,14      | 2:02,62               | 8. у гр. 4            | Није се квалификовала | Није се квалификовала | Није се квалификовала | 17 / 32 (33) |        |
| Сара Куивисто    | 1.500 м          | 4:08,96      | 4:11,39               | 8. у гр. 4            |                       |                       | Нису се квалификовале | 17 / 24      |        |
| Норалота Незири  | 100 м препоне    | 12,81 НР     | Директно у полуфинале | Директно у полуфинале | 12,94(.935)           | 3. у гр. 3            | Нису се квалификовале | 8 / 32       |        |
| Рета Хурске      | 100 м препоне    | 13,11        | 13,21(.209) КВ        | 3. у гр. 1            | 13,20                 | 7. у гр. 2            | Нису се квалификовале | 18 / 32      |        |
| Анимари Корте    | 100 м препоне    | 13,14        | 13,31                 | 4. у гр. 2            | Нису се квалификовале | Нису се квалификовале | Нису се квалификовале | 28 / 32      |        |
| Виви Лехикоинен  | 400 м препоне    | 56,49        | 58,43                 | 5. у гр. 2            | Нису се квалификовале | Нису се квалификовале | Нису се квалификовале | 29 / 33      |        |
| Јаника Раума     | 3.000 м препреке | 9:51,88      | 9:41,70 ЛР            | 10. у гр. 2           |                       |                       | Није се квалификовала | 19 / 33      |        |
| Елиса Неувонен   | 20 км ходање     | 1:35:09      |                       |                       |                       |                       | 1:37:12               | 23 / 26 (30) |        |
| Тиа Куика        | 50 м ходање      | 4:32:43      | 4:35:56               | 13 / 14 (19)          |                       |                       |                       |              |        |
| Ела Јунила       | Скок увис        | 1,92         | 1,86                  | 8. у гр А             |                       |                       | Нису се квалификовале | 17 / 25      |        |
| Мина Никанем     | Скок мотком      | 4,60 НР      | 4,35 =ЛРС             | 13. у гр А            | 13 / 27               |                       | Нису се квалификовале |              |        |
| Вилма Мурто      | Скок мотком      | 4,60 НР      | 4,35                  | 6. у гр Б             | 17 / 27               |                       | Нису се квалификовале |              |        |
| Кристина Макела  | Троскок          | 14,31        | 14,24 кв              | 6. у гр. А            | 14,01                 | 9 / 27 (29)           |                       |              |        |
| Сења Макиторма   | Бацање кугле     | 16,95        | 16,04                 | 11. у гр. Б           | Нису се квалификовале | 20 / 23               |                       |              |        |
| Сана Камараинен  | Бацање диска     | 61,07        | 54,76                 | 11. у гр. Б           | Нису се квалификовале | 19 / 29               |                       |              |        |
| Сала Сипонен     | Бацање диска     | 58,36        | 54,00                 | 9. у гр. Б            | Нису се квалификовале | 12 / 29               |                       |              |        |
| Хелена Левелахти | Бацање диска     | 56,80        | 53,56                 | 11. у гр. А           | Нису се квалификовале | 24 / 29               |                       |              |        |
| Инга Лина        | Бацање кладива   | 68,79        | 65,46                 | 9. у гр. А            | Нису се квалификовале | 20 / 28 (30)          |                       |              |        |
| Криста Терво     | Бацање кладива   | 69,42        | 65,37                 | 12. у гр. В           | Нису се квалификовале | 21 / 28 (30)          |                       |              |        |
| Џени Кангас      | Бацање копља     | 60,98        | 59,96 кв, ЛРС         | 5. у гр. А            | 54,92                 | 12 / 22 (23)          |                       |              |        |

#### Седмобој
| Дисциплина    | Марија Хантингтон | Марија Хантингтон | Марија Хантингтон | Марија Хантингтон | Марија Хантингтон | Марија Хантингтон |
| Дисциплина    | Лич. рек.         | Резултат          | Бод.              | Плас.             | Укупно            | Плас.             |
| ------------- | ----------------- | ----------------- | ----------------- | ----------------- | ----------------- | ----------------- |
| 100 м препоне | 13,56             | 13,61             | 1.034             | 9.                | 1.034             | 9.                |
| Скок увис     | 1,80              | 1,79              | 966               | 10.               | 2.000             | 8.                |
| Бацање кугле  | 12,47             | 12,14             | 670               | 24.               | 2.670             | 16.               |
| 200 м         | 25,06             | 25,01 ЛР          | 886               | 15.               | 3.556             | 15.               |
| Скок удаљ     | 6,23              | 5,66              | 747               | 25.               | 4.303             | 22.               |
| Бацање копља  | 43,58             | 41,72             | 700               | 19.               | 5.003             | 22.               |
| 800 м         | 2:23,87           | 2:27,25           | 728               | 21.               | 5.731             | 19.               |
| Седмобој      | 5.858             |                   |                   |                   | 5.731             | 19 / 21 (26)      |